# Fredrik Stang Lund
Fredrik Stang Lund, född 17 november 1859, 13 juni 1922, var en norsk jurist och politiker.
Lund blev juris kandidat 1881, var från 1886 advokat i Kristiania och som sådan en av de mest kända. Han deltog i det politiska livet på Venstres sida, tillhörde 1895-98 Francis Hagerups koalitionsregering, från 1895 som chef för revisionsdepartementet, 1896-1897 som ledare av statsrådsavdelningen i Stockholm och 1897-1898 som chef för Norges arbetsdepartementet.